# Exerzierweide
Die Exerzierweide im heutigen Hamburger Stadtteil Bahrenfeld war am Ende des 19. und am Anfang des 20. Jahrhunderts eine bedeutende Spielstätte des Hamburger und Altonaer Fußballsports. Sie war außerdem der Austragungsort des ersten Endspiels um die deutsche Fußballmeisterschaft.

## Geschichte

Lage der Exerzierweide auf einem Plan von 1905

In den 1890er Jahren erteilte der preußische Militärfiskus den Fußballvereinen aus Altona und dem benachbarten Hamburg die Erlaubnis, auf einem alten Exerzierplatz der Preußischen Armee im Altonaer Stadtteil Ottensen Fußballspiele auszutragen. Ottensen war 1889 in die Stadt Altona eingemeindet worden und umfasste bis 1938 auch das Gebiet um den Rondenbarg.
Auf dem Exerzierplatz befand sich zum damaligen Zeitpunkt eine freie Rasenfläche, auf der mehrere Mannschaften gleichzeitig spielen konnten und die im Volksmund Exerzierweide oder auch kurz Exer genannt wurde. Auch anderswo in Deutschland dienten Exerzierplätze zu dieser Zeit als Austragungsorte für Fußballspiele, so das Tempelhofer Feld im Süden von Berlin oder der Cracauer Anger in Magdeburg.
Der reguläre Spielbetrieb vieler Vereine aus Altona und Hamburg fand auf der Exerzierweide statt, auf der bis zu neun Spielfelder abgeteilt wurden. Die Exerzierweide wurde unter anderem zur ständigen Spielstätte des Altonaer FC 93, des SC Sperber Hamburg, des SC Victoria Hamburg sowie des SC Germania Hamburg und des HFC 88, zweier Vorgängervereine des Hamburger SV.
Anfänglich stellten die umliegenden Gaststätten Räume zum Umkleiden und zur Lagerung der Torpfosten zur Verfügung. 1899 ließ die Altonaer Stadtverwaltung eine Schutz- und Erfrischungshalle bauen, die die Spieler auch zum Umkleiden nutzen konnten.
In den Jahren vor dem Ersten Weltkrieg wanderten die Fußballvereine nach und nach auf eigene, neu errichtete Plätze ab. So verließ unter anderem der Altonaer FC 93 die Exerzierweide und bezog sein neues eigenes Stadion. Die wichtigen Fußballspiele im Hamburger Raum fanden seit 1907 hauptsächlich auf dem Sportplatz Hoheluft statt, der vom SC Victoria errichtet worden war.
Nach dem Ersten Weltkrieg wurde die Exerzierweide nicht mehr für Sportzwecke genutzt. In den 1920er Jahren wurden auf dem Gelände Schrebergärten angelegt. Nach dem Zweiten Weltkrieg entstand dort ein Industrie- und Gewerbegebiet.

## Bedeutende Spiele

Eintrittskarte zum Endspiel 1903

Am 18. April 1897 fand auf der Exerzierweide eines der ersten internationalen Fußballspiele auf deutschem Boden statt. Dabei besiegte eine Auswahlelf des Dänischen Fußballverbandes eine Auswahl des Hamburg-Altonaer Fußballbundes mit 5:0.
1903 wurde der Altonaer FC 93 vom Deutschen Fußball-Bund mit der Ausrichtung des ersten Endspiels zur deutschen Meisterschaft beauftragt. Das Spiel zwischen dem VfB Leipzig und dem DFC Prag fand am 31. Mai 1903 auf der Exerzierweide statt. Als Schiedsrichter fungierte der damalige Präsident des Altonaer FC 93, Franz Behr. Der VfB Leipzig siegte mit 7:2 und wurde erster Deutscher Fußballmeister.
Für dieses Spiel wurde erstmals eines der Fußballfelder auf der Exerzierweide abgesperrt, sodass ein Eintrittsgeld erhoben werden konnte. Die Absperrung durch besenstielartige Hölzer, die mit Bindfäden verbunden waren, hatte die Altonaer Feuerwehr übernommen. Verschiedene Quellen nennen Zuschauerzahlen zwischen 500 und 2000 Personen. Am Folgetag fand ein internationaler Vergleichskampf zwischen dem Altonaer FC 93 und Frem Kopenhagen statt, den die Gäste aus Dänemark mit 5:3 gewannen.
Am 29. April 1906 besiegte im Viertelfinale zur deutschen Meisterschaft der Berliner TuFC Union 92 den FC Victoria Hamburg auf der Exerzierweide mit 3:1.

## Heutige Situation

Gedenkstein (2012)

Die Fußballfelder auf der Exerzierweide lagen nördlich der Straße Holstenkamp gegenüber dem Friedhof Diebsteich und östlich der Straße Rondenbarg. Sie sind heute vollständig mit dem Gewerbegebiet am Rondenbarg und am Marlowring überbaut.
Zwei Hamburger Studenten haben im Jahre 2007 mit Hilfe alter Stadtpläne und Broschüren ermittelt, dass sich der Standort des westlichen Fußballtores des Spielfeldes, auf dem 1903 das Endspiel zur deutschen Meisterschaft stattfand, direkt vor dem Eingang der Firma Mediadruckwerk auf dem Grundstück Rondenbarg 6 befand. Die Orte des ehemaligen Anstoßkreises und des östlichen Fußballtors sind nicht frei zugänglich.
Die fußballhistorisch tätige Initiative 1903 aus Leipzig hat in Zusammenarbeit mit dem Altonaer FC 93 und der Firma Mediadruckwerk am 3. September 2011 vor dem Gebäude des Mediadruckwerks einen Gedenkstein aufgestellt, der an das erste Endspiel um die deutsche Meisterschaft erinnert.